# 1266 Tone
Az 1266 Tone (ideiglenes jelöléssel 1927 BD) egy kisbolygó a Naprendszerben. Oikava Okuró fedezte fel 1927. január 23-án, Tokióban.